# Film.UA
«FILM.UA Group» — це одна з найбільших у Східній Європі вертикально інтегрована група компаній у сфері кіно- і телепродакшна. Група займається розробкою, виробництвом, адаптацією, дистрибуцією та доставкою аудіовізуального контенту і надає повний спектр послуг.

## Про кіностудію
Кіностудія була створена в листопаді 2002 року. Це найбільший виробник кінопродукції в Україні в якого вже до 2012 було вироблено більше 100 фільмів та серіалів.
У березні 2007 року компанія перетворилась на комплексну кіногрупу FILM.UA Group. Кіногрупа має всі ресурси для реалізації повного циклу кіно- та телепродукції.
Виробничі потужності FILM.UA Group дозволяють знімати фільми, серіали, телевізійні шоу, контент для нових медіа в різноманітних жанрах та для різної аудиторії. Відповідна спеціалізація компаній, що входять до складу FILM.UA Group, оптимізує виробничий процес.
З 2011 року входить у міжнародну асоціацію «Sparks Network».
У 2012 році в числі інших компаній ініціювало створення «Української Кіноасоціації».
У 2015 році найбільші теле- і кіновиробники України об'єдналися в ініціативну групу #КіноКраїна. В основі лежить реформування законодавства України з метою створення сприятливих економічних умов як для розвитку ринку виробництва всередині країни, так і для притягнення зарубіжних інвестицій у галузі.
У 2016 році FILM.UA Group та польська компанія АТМ Grupa підписали договір про розробку повнометражного художнього фільму та міні-серіалу під дійсною назвою The Blizzard.

## Структура

### Продакшн
FILM.UA Production — виробнича компанія, що створює повнометражні кінопрокатні фільми, телевізійні серіали та шоу для найбільших телеканалів України та всього світу. Компанія працює як з оригінальними сценаріями, так і з форматами.
- Студія Animagrad. Найбільша в Україні анімаційна студія повного циклу, яка створює повнометражну та серіальну анімацію в технологіях 2D і 3D.

### Постпродакшн
До FILM.UA Group входить найкрупніший у Східній Європі Postproduction HUB, що реалізує сервіси повного циклу виробництва будь-якого типу контенту — від повнометражних фільмів, розважального й науково-популярного телепродукту до проєктів доповненої реальності й VR 360. Команда унікальних спеціалістів на регулярних засадах виконує проєкти для найбільших міжнародних компаній, серед яких DreamWorks, AMC, PPI, Warner Bros., SONY PICTURES, CPI. Виробнича платформа Postproduction HUB, до якої входять компанії:
- POSTMODERN
- DCU
- Signal Red
- Tak Treba Production: дозволяє адаптувати більш ніж 5000 годин контенту на рік, виконувати великий обсяг робіт зі створення CGI, VFX і кольорокорекції. Проєкти набули широкого міжнародного визнання, зокрема відзначені номінаціями та нагородами численних премій та фестивалів, серед яких Visual Effects Awards (VES), FICCI BAF, Animaya, World Media Festival, New York Film and TV Award.

### Студійний комплекс
FILM.UA Studio — це повномасштабна кіностудія загальною площею 41,600 м2. У студійному комплексі — вісім павільйонів. Загальна площа павільйонів — 7 924 м2. Також на студії є великий натурний майданчик — кіноселище. Тут є дачний будиночок, затишна альтанка, а також ущелина і реконструйована середньовічна фортеця. Тут знімалися «Захар Беркут», «Сторожова застава», «Скажене весілля».
У кіноселищі є традиційні дерев'яні будиночки, гойдалки Мавки, озеро з піщаним берегом і наші улюблені тварини: вівчарки Захар і Беркут, кози і коти. Навесні 2019 на FILM.UA з'явився дендропарк з 248 примірниками кущів і дерев.
Кіностудія володіє автопарком, в тому числі колекцією раритетних ретро-автомобілів.
У костюмерному цеху FILM.UA Studio більше 50 000 одиниць цивільного одягу, історичних, фантастичних, національних і багатьох інших костюмів.
У складі ігрового і постановочного реквізиту FILM.UA Studio більше 60 000 одиниць реквізиту.

### Дистрибуція
FILM.UA Distribution — займається дистрибуцією всіх видів прав на показ контенту на різноманітних платформах у всьому світі, дистрибуцією форматів та ліцензуванням. FILM.UA Distribution володіє правами на продаж контенту виробництва FILM.UA Group в Україні та за кордоном, а також купує права на контент світових виробників для дистрибуції в Україні. Наразі компанія уклала понад 1000 контрактів на продаж контенту на більш ніж 100 територій у всьому світі — від Північної Америки до Далекого Сходу. Стенди FILM.UA Distribution представляють Групу на найбільших міжнародних ринках контенту: MIPTV, MIPCOM і Marché du Film у Каннах, European Film Market у Берліні, FILMART у Гонконзі, American Film Market у Санта-Моніці.

### Бродкастинг
Група компаній FILM.UA надає послуги мовлення повного циклу. Кваліфіковані фахівці з багаторічним досвідом роботи на телебаченні допоможуть зібрати телеканал на різних стадіях готовності: від пошуку і закупівлі контенту до фінальної видачі сигналу. У процесі роботи використовується надійне, сучасне обладнання з побудованою багатоступінчастою системою захисту від збоїв.

### Телеканали
| Канал         | Логотип | Опис |
| ------------- | ------- | --- |
| «FilmUADrama» |         | Ефір заснований на продукції кіностудії FILM.UA і розрахований на середньовікову жіночу аудиторію. |
| «FILMUALIVE»  |         | Занурює телеглядача в світ кіно, транслюючи бекстейджі, трейлери, промо та шоуріли актуальних, майбутніх кінопроєктів, а також анімаційних прем'єр, життя студії онлайн, освітні програми, лекції продюсерів, режисерів та майстер-класи кінематографістів. |
| «Bolt»        |         | Транслює найкращі чоловічі серіали двох провідних українських кіностудій: «FILM.UA» і «Star Media». |
| «Дача»        |         | В ефірі висвітлюються питання землеробства, рослинництва, будівництва й створення дизайнерських виробів власними руками. |
| «Світло»      |         | Розважально-пізнавальний канал в ефірі програми, серіали, фільми виробництва «Film.UA» та документальні фільми. |
| «36,6 TV»     |         | Перший тематичний телеканал, на якому зібрано все, що стосується здорового способу життя. Мотивуючий контент про якісне корисне харчування, фізичну активність, медицину та психологію.                                                                     |
| «КусКус»      |         | Кулінарний телеканал. |
| «U Travel»    |         | Туристичний телеканал від медіагруп «FILM.UA Group» і «Star Media». |
| «ProKino»     |         | Фільмовий кіноканал. |

Усі канали доступні в кабельних мережах і на супутнику, а канал Світло доступний також в MX-7 цифрової етерної мережі DVB-T2. Ми надаємо послуги спонсорства (від спонсора телеканалу до спонсора окремої лінійки). На телеканалах представлені тематичні програми, відкриті для продакт-плейсменту.

### FAST-телекаанали
- Family.is
- Містичні історії
- Драма ТБ
- Медичні серіали
- Українські мелодрами

### Доставка контенту
FILM.UA Group надає широкий спектр послуг з доставки контенту в Україні й у країнах Східної Європи. Серед іншого: підйом каналу на супутники, DCP-мастерінг, створення KDM-ключів, пакетування каналів. Безпека зберігання і передачі контенту підтверджена стандартами CDSA. Серед сервісів: підйом ТВ-сигналу на супутники, доставка сигналів телеканалів у форматах SD та HD, створення цифрових кінокопій DCP художніх фільмів і рекламних роликів для демонстрації у цифрових кінозалах, створення KDM-ключів, сертифікація безпеки SDSA, пакетування каналів.

### Медіаконсалтинг
Media Resources Management (MRM) — перша українська медіаконсалтингова компанія, що надає комплексні послуги у сфері медіа та ентертейнменту. MRM працює на ринку з 2005 року. Серед послуг компанії: комплексний консалтинг у сфері медіа, розвиток міжнародної копродукції, дослідження ринку, управління міжнародними медіапроєктами, антикризовий менеджмент у сфері медіа, організація міжнародних заходів, міжнародні ринки, аналітичні періодичні видання про медіабізнес, освітні програми, видання спеціалізованої професійної літератури Клієнти компанії — українські та зарубіжні медіагрупи, незалежні продакшн-компанії, телеканали і дистрибутори з усього світу.

### Освітні проєкти
Освітні проєкти на базі кіностудії FILM.UA у сфері кіно, телебачення та медіа як для дорослих, так і для дітей:
- Film.UA Факультет — освітній центр для сфери кіно, телебачення та медіа. Майстер-класи, лекції та семінари різних напрямків і рівнів складності. Спікери заходів — експерти-практики високого професійного рівня. Серед партнерів Факультету — Vancouver Film School та New York Film Academy.
- Cinema kids кіноканікули — освітньо-розважальний проєктний табір, мета якого ознайомити дітей з процесом кіновиробництва.
- Кіношкола Ukrainian Film School — перша українська кіношкола на базі найбільшої у Східній Європі кіностудії FILM.UA, де викладають практики та професіонали індустрії.

## Проєкти

### Серіали
| Рік                                    | Назва                                 |
| -------------------------------------- | ------------------------------------- |
| 2003                                   | Божевільний день або одруження Фігаро |
| 2003                                   | Європейський конвой                   |
| 2004                                   | Підприємці                            |
| 2005                                   | Зцілення коханням                     |
| 2006                                   | Мертвий. Живий. Небезпечний           |
| 2007                                   | Серцю не накажеш                      |
| 2008                                   | Абонент тимчасово недоступний         |
| 2009                                   |                                       |
| Полювання на вервольфа                 |                                       |
| Третього не дано                       |                                       |
| Територія краси                        |                                       |
| 2010                                   |                                       |
| Паршиві вівці                          |                                       |
| Сусіди                                 |                                       |
| Доставити за будь-яку ціну             |                                       |
| 2011                                   |                                       |
| Балада про бомбера                     |                                       |
| Таксі                                  |                                       |
| Моє нове життя                         |                                       |
| Здрастуй, мамо!                        |                                       |
| Лист очікування                        |                                       |
| 2012                                   |                                       |
| Шлях в порожнечу                       |                                       |
| Щасливий квиток                        |                                       |
| Жіночий лікар                          |                                       |
| Ангели війни                           |                                       |
| Страсті за Чапаєм                      |                                       |
| 2013                                   |                                       |
| Нюхач                                  |                                       |
| Разом назавжди                         |                                       |
| Жіночий лікар - 2                      |                                       |
| Ванга                                  |                                       |
| Син батька народів                     |                                       |
| Пізнє каяття                           |                                       |
| Касим                                  |                                       |
| Метелики                               |                                       |
| Пастка                                 |                                       |
| 2014                                   |                                       |
| Пограбування по-жіночому               |                                       |
| Поділися своїм щастям                  |                                       |
| Особиста справа                        |                                       |
| Легковажна жінка                       |                                       |
| Так далеко, так близько                |                                       |
| Будинок з ліліями                      |                                       |
| 2015                                   |                                       |
| Нюхач - 2                              |                                       |
| Вікно життя                            |                                       |
| Володимирська 15                       |                                       |
| Ніконов і Ко                           |                                       |
| Майор і магія                          |                                       |
| Обраниця                               |                                       |
| Червона королева                       |                                       |
| Гречанка                               |                                       |
| 2016                                   |                                       |
| 40+ или геометрия чуств                |                                       |
| Будинок на холодному ключі             |                                       |
| Нитки долі                             |                                       |
| Где живет надежда                      |                                       |
| Черговий лікар 1-3                     |                                       |
| Щоб побачити веселку...                |                                       |
| Улюблена вчителька                     |                                       |
| Коли минуле попереду                   |                                       |
| Забудь і згадай                        |                                       |
| Червоні браслети                       |                                       |
| 2017                                   |                                       |
| Нюхач - 3                              |                                       |
| Одружити не можна помилувати           |                                       |
| Я буду кохати довіку                   |                                       |
| Прощаюся востаннє                      |                                       |
| Кафе на Садовій                        |                                       |
| Обираючи долю                          |                                       |
| Вікно життя - 2                        |                                       |
| Жіночий лікар - 3                      |                                       |
| Коротке слово Ні                       |                                       |
| Лінія світла                           |                                       |
| Тато Ден                               |                                       |
| Два життя                              |                                       |
| 2018                                   |                                       |
| Краще за всіх                          |                                       |
| Вір мені                               |                                       |
| Черговий лікар 4-5                     |                                       |
| Обман                                  |                                       |
| Контакт                                |                                       |
| 2019                                   |                                       |
| Підкидьок                              |                                       |
| Скляна кімната                         |                                       |
| Нюхач - 4                              |                                       |
| Квочка                                 |                                       |
| Новенька                               |                                       |
| Невипадкові зустрічі                   |                                       |
| Годинник із зозулею                    |                                       |
| Черговий лікар 6-7                     |                                       |
| Жіночий лікар 4                        |                                       |
| Пошта                                  |                                       |
| Та, що бачить завтра                   |                                       |
| Фантом                                 |                                       |
| Родичі в турне                         |                                       |
| Скажене весілля 2                      |                                       |
| Схованки                               |                                       |
| Ціна правди                            |                                       |
| Захар Беркут                           |                                       |
| Кріпосна                               |                                       |
| Ніщо не трапляється двічі              |                                       |
| 2020                                   |                                       |
| Не хочу тебе втрачати                  |                                       |
| Поговори з нею                         |                                       |
| Вірна подруга                          |                                       |
| Хіба можна мріяти про більше           |                                       |
| Рись                                   |                                       |
| Жіночий лікар - 5                      |                                       |
| Вася і карантин                        |                                       |
| Після зими                             |                                       |
| Роман з детективом                     |                                       |
| Відважні                               |                                       |
| Ніщо не трапляється двічі. Продовження |                                       |
| Жіночі секрети                         |                                       |
| 2021                                   |                                       |
| Пікнік                                 |                                       |
| Птаха в клітці                         |                                       |
| Мідна обручка                          |                                       |
| Крила метелика                         |                                       |
| Надія                                  |                                       |
| Місце під сонцем                       |                                       |
| Кріпосна 3                             |                                       |
| Скажи мені ппавду                      |                                       |
| Любов матері                           |                                       |
| 2022                                   | Скажені сусіди                        |
| 2023                                   |                                       |
| Ботоферма                              |                                       |
| Жіночий лікар. Нове життя              |                                       |

### Документальні фільми
| Рік                              | Назва                               |
| -------------------------------- | ----------------------------------- |
| 2010                             |                                     |
| Євген Патон. Шлях до мрії        |                                     |
| Чкалов. Міфи і факти             |                                     |
| Амосов. Людина, яка любила людей |                                     |
| Прокуратори України              |                                     |
| 2011                             |                                     |
| Україна. Точка відліку           |                                     |
| Вільна енергія тесли             |                                     |
| Дивовижні світи Ціолковського    |                                     |
| 2012                             | Жюль Верн. Подорож довжиною у життя |
| 2013                             |                                     |
| Історія криміналістики           |                                     |
| Архімед. Володар чисел           |                                     |
| Леонардо да Вінчі                |                                     |
| 2015                             | Аеропорт                            |
| 2020                             | Борщ. Секретний інгредієнт          |
| 2021                             |                                     |
| Мистецтво відродження            |                                     |
| Сіль з Бонневілю                 |                                     |

### Телефільм
| Рік                                       | Назва                                 |
| ----------------------------------------- | ------------------------------------- |
| 2003                                      | Божевільний день або одруження Фігаро |
| 2004                                      |                                       |
| Тобі. Справжньому                         |                                       |
| У двох кілометрах від нового року         |                                       |
| Джокер                                    |                                       |
| Жіноча інтуїція                           |                                       |
| 2005                                      |                                       |
| Полювання за тінню                        |                                       |
| Просимо до столу або обережно, кохання!   |                                       |
| 2006                                      |                                       |
| Інфант                                    |                                       |
| Пригоди Вірки Сердючки                    |                                       |
| Птах щастя                                |                                       |
| Сьома пелюстка                            |                                       |
| Там, де живе кохання                      |                                       |
| Без особливих прикмет                     |                                       |
| Бомж                                      |                                       |
| Повернути Віру                            |                                       |
| Жіноча робота з ризиком для життя         |                                       |
| Жіночі сльози                             |                                       |
| Мій принц                                 |                                       |
| 2007                                      |                                       |
| Вілла розбрату, або Новий рік в акапулько |                                       |
| Фабрика щастя                             |                                       |
| Прощена неділя                            |                                       |
| Старики-полковники                        |                                       |
| Садівник                                  |                                       |
| Під знаком діви                           |                                       |
| Здивуй мене                               |                                       |
| Термінрво потрібен Дід мороз              |                                       |
| Плаття від кутюр                          |                                       |
| Пагорби і рівнини                         |                                       |
| Вітчим                                    |                                       |
| На мосту                                  |                                       |
| Петля Нестерова                           |                                       |
| Ми одружимося                             |                                       |
| Чоловік для життя                         |                                       |
| Кохання Аврори                            |                                       |
| Кольє для снігрвої баби                   |                                       |
| Квартет для двох                          |                                       |
| Ігри в солдатики                          |                                       |
| Якщо ти мене чуєш                         |                                       |
| Донечко моя                               |                                       |
| Дні надії                                 |                                       |
| Міський пейзаж                            |                                       |
| Головне - встигнути                       |                                       |
| Бог печалі і радості                      |                                       |
| 2008                                      |                                       |
| Вірний друг                               |                                       |
| Таємничий острів                          |                                       |
| Тривожна відпустка адвоката Ларіної       |                                       |
| Хімія почуттів                            |                                       |
| Вихід                                     |                                       |
| Кардіограма кохання                       |                                       |
| Ван Гог не винен                          |                                       |
| Все не випадково                          |                                       |
| Моя старша сестра                         |                                       |
| Відлига                                   |                                       |
| 2009                                      |                                       |
| Тяжіння                                   |                                       |
| Стерво                                    |                                       |
| 2011                                      | Зимній сон                            |
| 2012                                      |                                       |
| Камінний гість                            |                                       |
| Перевертень в погонах                     |                                       |
| 2015                                      | Гвардія                               |
| 2020                                      | Віддана                               |
| 2024                                      |                                       |
| Конотопська відьма                        |                                       |
| Потяг у 31 грудня                         |                                       |
| 2025                                      | Песики                                |

### Програми
| Рік                                      | Назва                       |
| ---------------------------------------- | --------------------------- |
| 2010                                     | Школа доктора Комаровського |
| 2013                                     | Страх у твоєму домі         |
| 2014                                     |                             |
| Телемережа (RU)                          |                             |
| Медіа Chtivo (RU)                        |                             |
| 2015                                     |                             |
| Блог Валерія Созановського (RU)          |                             |
| Дитяча кухня (RU)                        |                             |
| Рецепти шинкаря (RU / UA)                |                             |
| Oh my look! (RU)                         |                             |
| Дієтолог DR. Skytalinska (UA)            |                             |
| 2016                                     |                             |
| Квіти на дачі (RU)                       |                             |
| Пасічник (RU/UA)                         |                             |
| Family is… (RU)                          |                             |
| Навчи дружину кермувати                  |                             |
| Проєкт вторгнення                        |                             |
| 2017                                     |                             |
| Готуємо на дачі (RU/UA)                  |                             |
| Календар огородника (RU)                 |                             |
| Ландшафтний бум (UA)                     |                             |
| На дачі у зірки (RU)                     |                             |
| Будуємо дім (RU)                         |                             |
| Смачний сад (RU)                         |                             |
| Starrride                                |                             |
| 2018                                     |                             |
| День в історії (RU)                      |                             |
| Дім в деталях                            |                             |
| Пікнік на дачі (RU)                      |                             |
| Саморобки (RU)                           |                             |
| Територія йоги (RU)                      |                             |
| Тропінки на дачі (UA)                    |                             |
| Дачники (RU)                             |                             |
| Про стосунки (UA)                        |                             |
| Добрий сад (UA)                          |                             |
| Божественно смачно (RU)                  |                             |
| 2019                                     |                             |
| Галицькі смаколики (UA)                  |                             |
| Дай лапу (UA)                            |                             |
| Цікава кава (RU/UA)                      |                             |
| Школа жіночого здоров'я (UA)             |                             |
| Реальний секс з Юлією Гайворонською (UA) |                             |
| Новий день (UA)                          |                             |
| Любисток (UA)                            |                             |
| Королева капусти                         |                             |
| Календар дачника (UA)                    |                             |
| Здорово (UA)                             |                             |
| Vegano Hooligano (UA)                    |                             |
| Спортивний декрет (UA)                   |                             |
| Dr. Толстікова (UA)                      |                             |
| Еко-дача (UA)                            |                             |
| Затишна дача (UA)                        |                             |
| Твій сімейний лікар (UA)                 |                             |
| Твій дім (RU/UA)                         |                             |
| Смузі з Мирославою Уляніною (UA)         |                             |
| Солодка дача                             |                             |
| Кухня & сад (UA)                         |                             |
| 2020                                     |                             |
| Веселий пластилін і аплікація (RU)       |                             |
| В піжамі                                 |                             |
| Зарядка для ума (RU)                     |                             |
| Удачний бізнес (RU / UA)                 |                             |
| Dr.Silina Все про тебе                   |                             |
| Вечірній Валерій                         |                             |
| Запитай у лікаря                         |                             |
| Сучасники                                |                             |
| Час в похід (UA)                         |                             |
| Смак карпат (UA)                         |                             |
| Обери себе (UA)                          |                             |
| Кундаліні йога (UA)                      |                             |
| Д'артаньян на кухні (UA)                 |                             |
| ProСендвіч (UA)                          |                             |
| ProСалат (UA)                            |                             |
| Твій ланч бокс (UA)                      |                             |
| Перша медична допомога (UA)              |                             |
| Кухня з характером (UA)                  |                             |
| Кус Кус (UA)                             |                             |
| Закарпатські страви (UA)                 |                             |
| 2021                                     |                             |
| DR.Silina Все про тебе                   |                             |
| Балійська Кухня                          |                             |
| Вечірній Валериій                        |                             |
| Запитай у лікаря                         |                             |
| Час в похід (UA)                         |                             |
| Твій друг пес (RU/UA)                    |                             |
| Смак Карпат (UA)                         |                             |
| Кундаліні йога (UA)                      |                             |
| Д'артаньян на кухні (UA)                 |                             |
| ProСендвіч (UA)                          |                             |
| ProСалат (UA)                            |                             |
| Оробець Pro Харчування (RU)              |                             |
| Нові ресторани з Іллею Трубіциним (RU)   |                             |

### Мультсеріали
- 2013 — Ескімоска

## Скандали
Компанiю кілька разів звинувачували у гомофобії. Наприклад у серіалі Мереживо долі мати двоюрідного брата головних героїнь запитала "з ким ти зустрічаєшся?" на що він саркастично відповів "з жінкою", на що мати відреагувала "Слава Богу". В іншій серії Ваня, хлопець головноī героīнi Саші (Олі Полтавської) працюючи медбратом стикнувся з пацієнтом який виявився хлопцем Лізи (зведеної сестри Саші, антагоністки) який заявив Iвану: "Ти знаєш що я з такими як ти у в'язницi робив?" на що Іван відповiв "уявляю".
А в мультфільмі Мавка. Лісова пісня одним із союзників головної антагоністки є стереотипний гомосексуал, що прислуговує головним злодiям.